# Mieloma múltiplo
Mieloma múltiplo é o cancro dos plasmócitos, um tipo de glóbulos brancos normalmente responsável pela produção de anticorpos. Em muitos casos, nos estádios iniciais da doença não se manifestam sintomas. À medida que a doença avança, os possíveis sintomas são dor óssea, infeções frequentes e anemia. Entre as complicações está a amiloidose.
Desconhece-se a causa da doença. Entre os fatores de risco estão o consumo de bebidas alcoólicas, obesidade, exposição a radiação, antecedentes familiares e exposição a determinadas substâncias químicas. O mecanismo subjacente envolve plasmócitos anormais que produzem anticorpos anormais que podem causar insuficiência renal e sangue excessivamente espesso. Os plasmócitos podem também formar uma massa na medula óssea ou tecidos moles. Quando apenas está presente uma massa, a doença é denominada plasmacitoma. Nos casos em existem várias massas é denominada "mieloma múltiplo". Para o diagnóstico de mieloma múltiplo podem ser realizadas análises ao sangue ou à urina para detectar a presença de anticorpos anormais, mielogramas para detectar plasmócitos cancerosos e exames imagiológicos para detectar lesões nos ossos. Em muitos casos verificam-se níveis elevados de cálcio no sangue.
O mieloma múltiplo é tratável, embora seja geralmente incurável. A remissão da doença é possível com esteroides, quimioterapia, talidomida, lenalidomida ou transplante de medula óssea. Em alguns casos podem ser usados bifosfonatos e radioterapia para diminuir a dor das lesões nos ossos.
Em 2015, o mieloma múltiplo afetava 488 000 pessoas em todo o mundo e foi a causa de 101 000 mortes. Nos Estados Unidos, a doença desenvolve-se em cerca de 6,5 em cada 100 000 pessoas por ano, afetando 0,7% das pessoas em determinado momento da vida. A idade de diagnóstico mais comum são os 61 anos. A doença é mais comum entre homens do que entre mulheres. Sem tratamento, a sobrevivência é em média de sete meses. Com os tratamentos atuais, a sobrevivência é geralmente de 4–5 anos. A taxa de sobrevivência a cinco anos é de cerca de 49%. O termo "mieloma" tem origem no grego myelo-, que significa "medula", e -oma que significa "tumor".

## Sinais e Sintomas

### Alterações Ósseas
A destruição óssea acentuada ocasionada pelos plasmócitos neoplásicos leva, com freqüência, a dores ósseas, fraturas patológicas, hipercalcemia e anemia.

### Infecções
Podem ocorrer infecções recorrentes, em parte devido à produção diminuída de imunoglobulinas normais, contrastando com o excesso do componente monoclonal anormal.

### Insuficiência Renal
As imunoglobulinas monoclonais e proteínas de cadeia leve causam dano aos túbulos renais causando proteinúria e hematúria.

### Anemia
A anemia pode ser ocasionada tanto pela infiltração neoplásica da medula óssea quanto pela diminuição dos níveis de eritropoetina em decorrência da insuficiência renal.

### Sintomas neurológicos
Radiculopatia, visão borrosa e dor de cabeça são as complicações neurológicas mais comuns, causadas pelo aumento da viscosidade sanguínea. Outros sintomas incluem confusão mental, perda de controle da bexiga, paralisia das pernas e dor na mãos (síndrome do túnel do carpo). A neuropatia também pode ser um efeito adverso da quimioterapia.

## Causas
Esta doença em geral desenvolve-se a partir de uma condição pré-maligna assintomática chamada gamopatia monoclonal de significado indeterminado (GMSI). A GMSI é identificável em cerca de 3% da população acima dos 50 anos. Esta condição evolui para mieloma múltiplo na taxa de cerca de 1% ao ano.
Em alguns pacientes, é identificável uma condição intermediária, também assintomática, porém num estágio pré-maligno mais avançado, denominada mieloma múltiplo smoldering.

## Diagnóstico

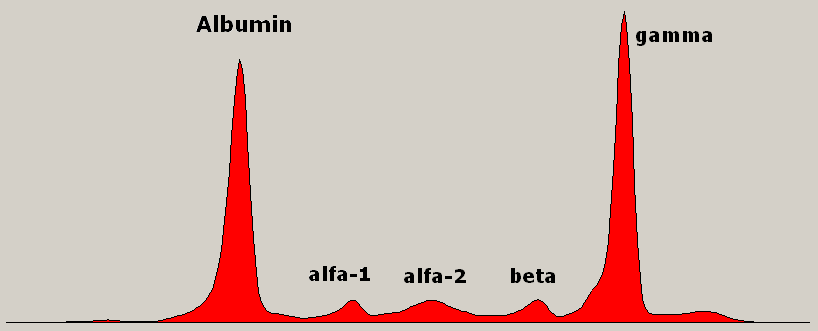
Eletroforese de proteínas indicando gamapatia monoclonal, ou seja, superprodução de um único tipo de imunoglobulinas

Deve-se suspeitar mieloma em pacientes com anemia normocítica, insuficiência renal, dor óssea e calcemia elevada. Exames de imagem pode detectar complicações como deformação óssea. A aspiração da medula óssea com agulha longa para biópsia tem valor prognóstico. Electroforese indica um grande aumento nas imunoglobulinas (gamapatia monoclonal) geralmente IgG ou com menos frequência IgA e IgM. A confirmação diagnóstica é feita buscando as proteínas M ou beta-2-microglobulina, ambas produzidas pelas células do mieloma, e que informam sobre a agressividade do mieloma.
Outros exames de sangue úteis incluem:
- Função renal (síndrome nefrítico),
- Contagem de células sanguíneas (está elevado),
- Níveis de cálcio sérico (está elevado),
- Níveis de ácido úrico (está elevado),
- Proteína de Bence Jones (proteína M na urina).

## Tratamento
O tratamento consiste em quimioterapia, esteroides, imunoterapia, transplante de células-tronco hematopoiéticas e radioterapia. A bioterapia com talidomida, lenalidomida ou pomalidomida tem se tornado muito eficiente na remissão deste tipo de neoplasia. Raramente há cura, sendo o prognóstico frequentemente desfavorável, com sobrevivência de apenas 35% em 5 anos após o começo dos sintomas.
Atualmente, o tratamento do mieloma múltiplo pode ser realizado em uma combinação com várias classes de drogas, tais como:
- Inibidores de Proteassoma;
- Imunomoduladores (IMIDs);
- Inibidores da Histona Desacetilase (HDAC).